# DF-5

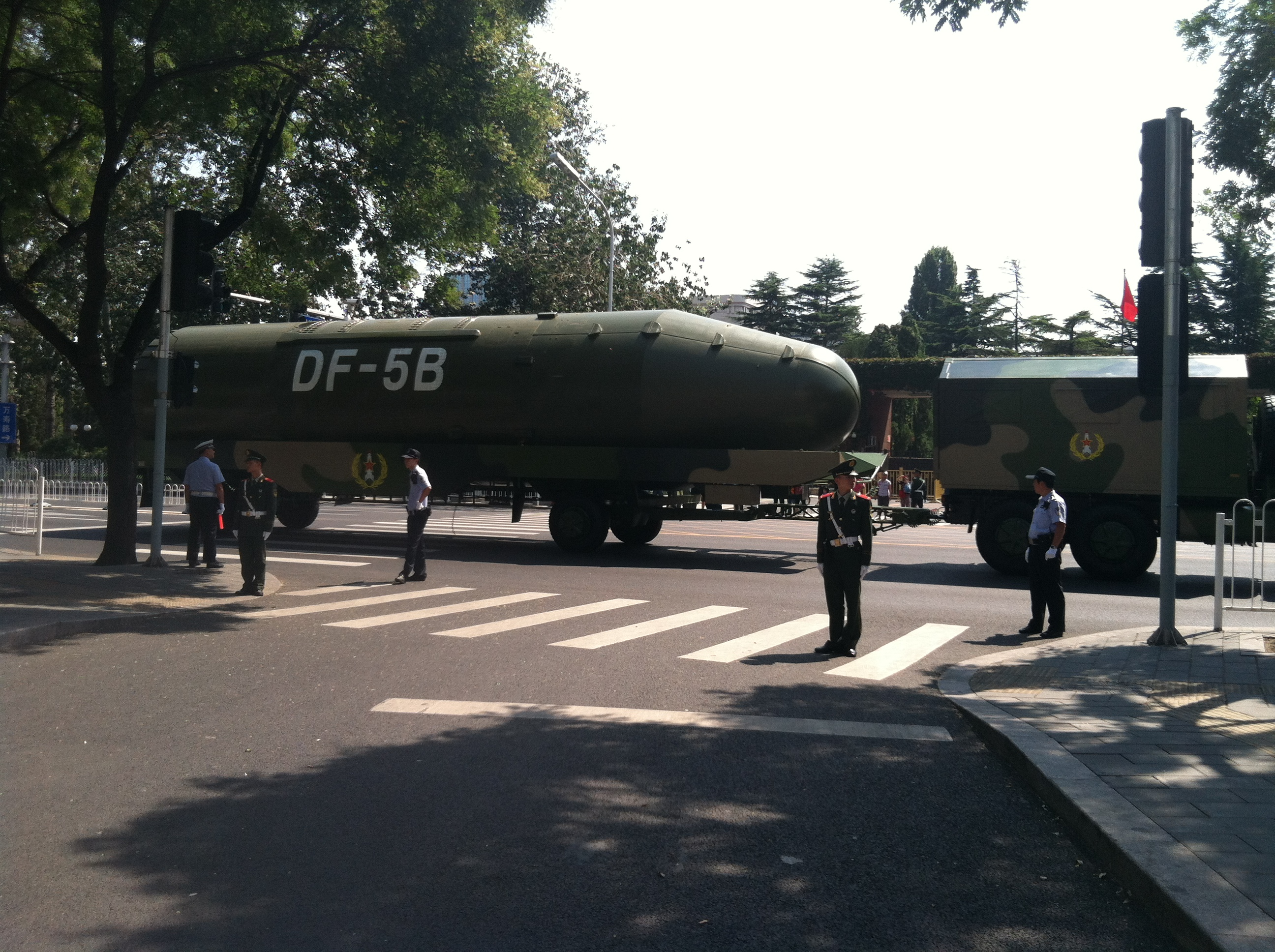
CSS-4 DF-5B

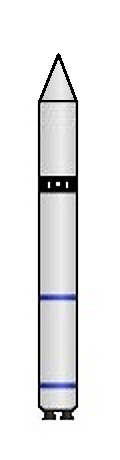
Dongfeng 5

DF-5 (Dongfeng-5) este o rachetă balistică intercontinentală intrată în serviciul forțelor armate chineze în 1981.